# سال‌نوای موسیقی ایران
سال‌نَوای موسیقیِ ایران، مراسمی است که از سال ۱۳۹۴ با هدف نکوداشت و قدردانی از استادان موسیقی ایران برگزار می‌گردد. سال‌نوای موسیقی ایران، با ابتکار و طراحی علی جعفری پویان (نوازنده و مدرس ویلن)، مدیریت اجراییِ محمدمهدی گورنگی (آهنگساز و مدرس موسیقی) و با مشارکت و یاری موسیقی‌دانان ایرانی، هر سال برگزار می‌شود.

## سابقه برگزاری سال‌نوا
از سال ۱۳۹۴ تاکنون هفت دوره از آیین سال‌نوای موسیقی ایران برگزار شده است.

## اولین سال‌نوای موسیقی ایران
نخستین دورهٔ سال‌نوای موسیقی ایران، ۸ خرداد ۱۳۹۴ در تالار خلیج فارس بنیاد آفرینش‌های هنری نیاوران (فرهنگسرای نیاوران) تهران برگزار شد. این برنامه به نکوداشت ابراهیم لطفی، موسیقی‌دان، نوازنده و مدرس ویلن اختصاص داشت. در این مراسم که با زادروز این هنرمند موسیقی مصادف بود، از سوی شاگردانش جشن تولدی برای وی برگزار شد و تندیس «سال‌نوا» و لوح تقدیر به همراه جوایز دیگر در حضور احمد پژمان، بردیا کیارس، علی جعفری پویان، ارسلان کامکار و سید عباس سجادی به ابراهیم لطفی اهدا شد.

## دومین سال‌نوای موسیقی ایران
دومین دورهٔ سال‌نوای موسیقی ایران، ۷ بهمن ۱۳۹۵ در تالار خلیج فارس بنیاد آفرینش‌های هنری نیاوران (فرهنگسرای نیاوران) تهران برگزار شد. این مراسم به دبیری علی جعفری پویان، یاری ۱۰۰ هنرمند موسیقی و با حمایت بنیاد آفرینش‌های هنری نیاوران برگزار شد. این برنامه اختصاص داشت به نکوداشت هنرمندان:
- روبن طهماسیان (نوازنده و مدرس ویلن)
- منوچهر انصاری (نوازنده و مدرس ویلن)
- داود جعفری امید (نوازنده و مدرس ویلنسل)
- منوچهر بیگلری (نوازنده و مدرس ترومپت)
- رحمت افشار (نوازنده و مدرس کلارینت)
- مرتضی دلشب (مدرس تئوری موسیقی و سلفژ)

در این مراسم تندیس «سال‌نوا» و لوح تقدیر به همراه هدایایی از طرف برگزارکنندگان، به هنرمندان یاد شده اهداء شد.

## سومین سال‌نوای موسیقی ایران
سومین دورهٔ مراسم سال‌نوای موسیقی ایران، ۴ آذر ۱۳۹۶، با مدیریت هنری علی جعفری پویان و حضور هنرمندان موسیقی ایران، در تالار خلیج فارس بنیاد آفرینش‌های هنری نیاوران برگزار شد.

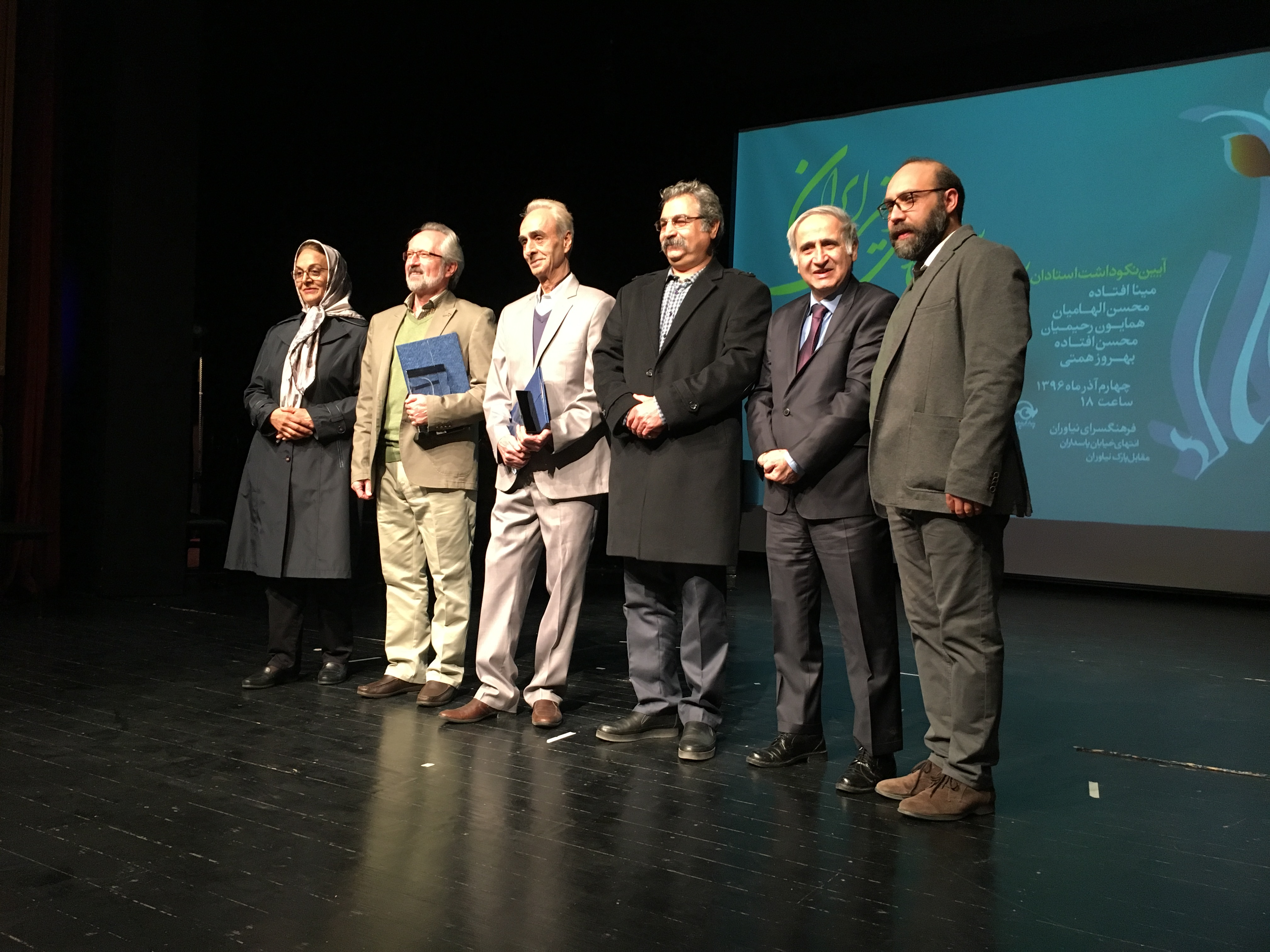
سومین دوره مراسم سال‌نوای موسیقی ایران چهارم آذر ۱۳۹۶، تالار خلیج فارس بنیاد آفرینش‌های هنری نیاوران تهران. از راست: علی جعفری پویان، محسن الهامیان، بهروز همتی، محسن افتاده، همایون رحیمیان و مینا افتاده

### بخش نکوداشت
این برنامه اختصاص داشت به نکوداشت هنرمندان:
- محسن الهامیان (مدرس، مترجم و آهنگساز)
- مینا افتاده (نوازنده و مدرس سنتور)
- محسن افتاده (نوازنده و مدرس فاگوت)
- بهروز همتی (مدرس و نوازندهٔ تار)
- همایون رحیمیان (مدرس و نوازندهٔ ویلن)

در این مراسم تندیس «سال‌نوا» و لوح تقدیر به همراه هدایایی از طرف مشارکت کنندگان، توسط موسیقی‌دانانی همچون: حسین علیزاده، احمد پژمان، فرهاد فخرالدینی، ناصر چشم‌آذر، میلاد کیایی، آذر هاشمی، مجید انتظامی، آذرنوش صدر سالک، هنگامه اخوان، … به هنرمندان یادشده اهداء شد.

### بخش یادبود
قدردانی و اهداء تندیس یادبود به خانواده‌های هنرمندان درگذشته: آندره آرزومانیان، ناصر فرهودی، علیرضا خورشیدفر و بابک بیات، همچنین رونمایی از آلبوم موسیقی هنرمند درگذشته کامران داروغه (مدرس کمانچه) که به همت علی تفرشی تنظیم شده است، بخش جنبی سومین دورهٔ سال‌نوای موسیقی ایران بود.
این برنامه با یاری ۲۰۰ موسیقی‌دان (آهنگساز، نوازنده، خواننده، مدرس، صدابردار، نویسنده، ناشر و …) برگزار شد.

## چهارمین سال‌نوای موسیقی ایران
چهارمین دورهٔ مراسم سال‌نوای موسیقی ایران، ۲ آذر ۱۳۹۷، با دبیری و مدیریت هنری علی جعفری‌پویان، مدیریت اجرایی محمدمهدی گورنگی و حضور هنرمندان موسیقی ایران، در تالار خلیج فارس بنیاد آفرینش‌های هنری نیاوران برگزار شد.

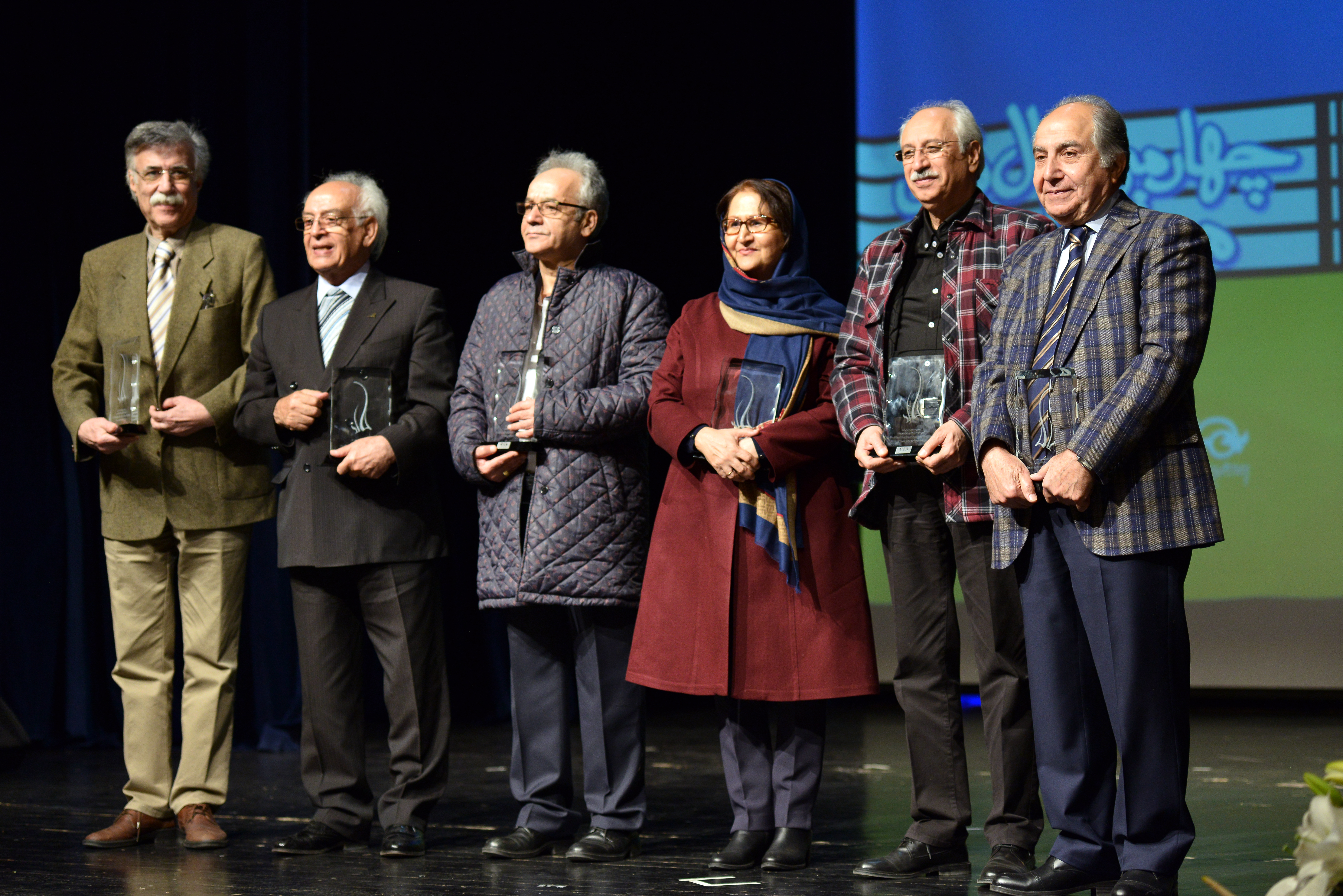
از راست: محمدعلی لقاء، محمدجواد ضرابیان، مهرآذین کاراندیش ٬رضا عالمی ٬تقی ضرابی و جاوید مجلسی در چهارمین سال‌نوای موسیقی ایران دوم آذر ۱۳۹۷ فرهنگسرای نیاوران تهران

### بخش نکوداشت
این برنامه اختصاص داشت به نکوداشت هنرمندان:
- تقی ضرابی (آهنگساز، رهبر ارکستر و مدرس موسیقی)
- محمدجواد ضرابیان (آهنگساز و نوازندهٔ سنتور)
- رضا عالمی (نوازنده ویلن و آهنگساز)
- مهرآذین کاراندیش (مدرس مبانی و تئوری موسیقی)
- محمدعلی لقاء (نوازنده و مدرس فلوت)
- جاوید مجلسی (نوازنده و مدرس هورن و رهبر ارکستر)

در این مراسم تندیس «سال‌نوا» و لوح تقدیر به همراه هدایایی از طرف مشارکت کنندگان، توسط موسیقی‌دانانی همچون: میلاد کیایی، ناصر رحیمی، مینا افتاده، اسماعیل واثقی، محمد سریر، همایون رحیمیان، منوچهر صهبایی، هوشنگ کامکار، ارسلان کامکار، بیژن بیژنی، اسماعیل تهرانی، وارطان ساهاکیان و … به هنرمندان یاد شده اهداء شد.

### بخش یادبود
قدردانی و اهداء تندیس و لوح یادبود به خانواده‌های هنرمندان درگذشته: ناصر چشم‌آذر و پیتر سلیمانی‌پور همچنین رونمایی از تمبر یادبود چهارمین سال‌نوای موسیقی ایران، تمبر یادبود ناصر چشم‌آذر، تمبر یادبود پیتر سلیمانی‌پور و تقدیر از سیدعباس سجادی، مدیر بنیاد آفرینش‌های هنری نیاوران از بخش‌های جنبی چهارمین دوره سال‌نوای موسیقی ایران بود.
در این مراسم همچنین به شکل از پیش اعلام نشده از پرویز بیات، نوازندهٔ کنترباس و موسیقی‌دان پیش‌کسوت تجلیل و لوح سال‌نوا به وی اهداء شد.
این برنامه با یاری ۲۰۰ موسیقی‌دان (آهنگساز، نوازنده، خواننده، مدرس، صدابردار، نویسنده، ناشر و …) برگزار شد. در چهارمین سال‌نوای موسیقی ایران، حمایت دفتر منطقه‌ای بین‌المللی Global Understanding به عنوان یک کرسی یونسکو، از سال نوا اعلام شد.

## ششمین سال‌نوای موسیقی ایران
سال‌نوای موسیقی ایران که در پنجمین دوره، به دلیل شرایط و اتفاقات سال ۱۳۹۸، سکوت را برگزیده بود، ششمین دوره را از ۸ تا ۱۱ بهمن ۱۳۹۹ به صورت مجازی برگزار کرد. ششمین دورهٔ مراسم سال‌نوای موسیقی ایران به مدیریت هنری علی جعفری پویان و مدیریت اجرایی محمدمهدی گورنگی با مشارکت ۲۷۰ هنرمندِ موسیقی و همراهی چند مؤسسهٔ بخش خصوصی، شامگاه ۸ بهمن ۱۳۹۹ با قرائت پیام احمد پژمان، رونمایی از تمبرهای اختصاصی یادبود دو پیش‌کسوت موسیقی ایران، حسین دهلوی و هوشنگ ظریف، توسط حسین علیزاده، سخنرانی علی جعفری پویان و محمدمهدی گورنگی و اجرای چند برنامه در فضای مجازی آغاز شد. برگزارکنندگان این دوره از سال‌نوا به دلیل بحران کرونا و حفظ سلامت هنرمندان، مراسم را به‌صورت مجازی برگزار کردند و بیشتر، هنرمندانی را که در ایران نیستند مورد تجلیل قرار دادند.

### بخش نکوداشت
در ششمین سال‌نوای موسیقی ایران، نکوداشتِ ۷ هنرمندِ موسیقی، طیِ چهار روز و در برنامه‌های ضبط شدهٔ مختلف برگزار شد. این برنامه‌ها اختصاص داشت به نکوداشتِ هنرمندان:
- خاچیک بابایان، نوازنده و سولیست ویلن[۱۸][۱۹]
- فوزیه مجد، آهنگساز، اتنوموزیکولوگ و پژوهشگر موسیقی[۲۰][۲۱]
- اسماعیل تهرانی، آهنگساز، نوازندهٔ سنتور و رهبر ارکستر[۲۲][۲۳]
- محمدرضا اخوان، از مدرسان باسابقهٔ هنرستان موسیقی و خوانندهٔ آواز کلاسیک[۲۴]
- ماریو تقدسی، خوانندهٔ اپرا[۲۵][۲۶]
- سودابه شمس، خوانندهٔ و مدرس آواز[۲۷][۲۸]
- حبیب‌الله نصیری‌فر، نویسنده و پژوهشگر موسیقی[۲۹][۳۰]

در ششمین دورهٔ سال‌نوای موسیقی ایران، تندیس «سال‌نوا» و لوح تقدیر به همراه هدایایی از طرف مشارکت کنندگان، توسط موسیقی‌دانانی نظیر: حسین علیزاده، رافائل میناسکانیان، شریف لطفی، ابراهیم لطفی، فریدون شهبازیان، کریم قربانی، ارسلان کامکار، همایون رحیمیان، میلاد کیایی، عبدالله طریقت، مینا افتاده، علیرضا میرعلی‌نقی، رازمیک اوهانیان، نسرین ناصحی، بیژن بیژنی، فرهاد هراتی، شهرام رکوعی، علیرضا میرآقا، مهدی جاور و … به هنرمندان یاد شده اهداء شد.

### بخش یادبود
در این بخش از تمبر اختصاصیِ یادبود ۵ هنرمند درگذشتهٔ موسیقی ایران، هنرمندان: حسین دهلوی، هوشنگ ظریف، حسن یوسف‌زمانی، حسین یوسف‌زمانی و حسین سرشار رونمایی شد.
همچنین ۱۱ بهمن ۱۳۹۹، در اختتامیهٔ دورهٔ ششمِ سال‌نوا، از تندیس ویژهٔ ششمین سال‌نوای موسیقی ایران، یادبودِ محمدرضا شجریان توسط حسین علیزاده و فریدون شهبازیان رونمایی شد. این تندیس برای نگهداری، به موزهٔ موسیقی ایران ارسال شد.

## هفتمین سال‌نوای موسیقی ایران
آیینِ سال‌نوای موسیقی ایران، پس از وقفه‌ای سه‌ساله، همزمان با روز جهانی موسیقی، با دبیری و مدیریت هنری علی جعفری‌پویان، مدیریت اجرایی محمدمهدی گورنگی و حضور هنرمندان سرشناس موسیقی ایران، ۳۱ خرداد ۱۴۰۳ در سالن اجتماعات منظومهٔ خِرَد تهران برگزار شد. این رویداد که با مشارکت حدود ۲۵۰ هنرمند موسیقی و همراهی چند مؤسسهٔ بخش خصوصی همراه بود، با قرائتِ پیام فرهاد فخرالدینی، آهنگساز و هنرمند سرشناس موسیقی ایران آغاز شد. فرهاد فخرالدینی در بخشی از پیام خود به اهالی موسیقی و سال‌نوای موسیقی ایران، نوشت:
متأسفانه شأن و مقام والای موسیقی در شرایط امروزی پنهان مانده است و بیشتر هنرمندان از وضع موجود دلگیر شده و از فعالیت‌های هنری کناره‌گیری کرده‌اند. بدیهی است برگزاری چنین همایش‌هایی موجب صمیمیت بیشتر بین هنرمندان شده و آنها را بیشتر با همدیگر متحّد می‌کند. فراموش نکنیم که موسیقی هنری است که با همکاری، همفکری و شناخت اهالی موسیقی از همدیگر به نتیجه مطلوب می‌رسد. اینک با گشایشِ هفتمین سال‌نوا باید این امید را داشته باشیم که هنرمندان با دلگرمی بیشتر به کار ارزشمند هنری خود بپردازند و بر صمیمیت خود با یکدیگر بیفزایند.
همچنین حسین علیزاده، به نقش این نهادِ مستقل در «به‌وجود آوردن تفکری نو در موسیقی ایران» اشاره و بر لزوم وجود چنین مراسمی برای نزدیک‌تر کردن موسیقی‌دانان و به‌وجود آوردن فضایی متفاوت تأکید کرد.

### بخش نکوداشت
در هفتمین سال‌نوای موسیقی ایران، آیینِ نکوداشتِ ۹ هنرمند موسیقی برگزار شد. این هنرمندان توسط «شورای تخصصی» متشکل از حسین علیزاده، ابراهیم لطفی، وارطان ساهاکیان، مینا افتاده، بهرام دهقانیار، کیاوش صاحب‌نسق، علیرضا میرعلینقی، به همراه علی جعفری پویان و محمدمهدی گورنگی انتخاب شده بودند. این بخش اختصاص داشت به نکوداشتِ هنرمندان:
- احمد پژمان، آهنگ‌ساز و موسیقی‌دان ایرانی
- نوین افروز، نوازنده، مدرس پیانو و آهنگ‌ساز
- رافائل میناسکانیان، نوازنده و مدرسِ پیانو
- مهران روحانی، آهنگ‌ساز و مدرس موسیقی
- محمدرضا درویشی، آهنگ‌ساز و پژوهشگر موسیقی
- حمید متبسم، آهنگ‌ساز و نوازنده
- آذین موحد، موسیقی‌دان، پژوهشگر، نوازنده و مدرس موسیقی
- افسانه جهانگیری، خواننده و لالایی‌خوان موسیقی قشقایی
- نازلی جهانگیری، خواننده و لالایی‌خوان موسیقی قشقایی

در بخش نکوداشتِ هفتمین دورهٔ سال‌نوای موسیقی ایران، «تندیس سال‌نوا» و «لوحِ سال‌نوا» به همراه هدایایی از طرف حامیان و مشارکت‌کنندگان، توسط موسیقی‌دانانی نظیر: شریف لطفی، حسین علیزاده، فریماه قوام‌صدری، گاگیک بابایان، فریدون شهبازیان، کیخسرو پورناظری، علی جهاندار، سوسن اصلانی، ارشد تهماسبی، پشنگ کامکار، ارسلان کامکار، مینا افتاده، محسن الهامیان، وارطان ساهاکیان، امیر صراف، ابراهیم لطفی، مجید سینکی، مریم قره‌سو، یاسمن کیمیاوی، علی مغازه‌ای و مریم شریف‌زاده، به هنرمندان یاد شده یا نمایندگان آنان اهدا شد.

### بخش یادبود
در این بخش از پوستر اختصاصیِ یادبود ۷ هنرمند درگذشتهٔ موسیقی ایران، هنرمندان: مصطفی کمال پورتراب، والودیا تارخانیان، محمدتقی مسعودیه، هرمز فرهت، فرامرز پایور، امیراشرف آریان‌پور و گلنوش خالقی، رونمایی شد. این هنرمندان توسط «شورای تخصصی هفتمین سال‌نوای موسیقی ایران» انتخاب شده بودند. در این قسمت از برنامه کیخسرو پورناظری، سوسن اصلانی، هومن دهلوی و مزدا انصاری، «لوح یادبودِ سال‌نوا»، سندِ نهال‌های درخت که به همتِ «گروه درختکاری بازدم» به نام هنرمندانِ یادشده در پارک ملی توران کاشته شده است را به همراه هدایای فرهنگی، به خانواده یا نزدیکان این هنرمندانِ درگذشته اهدا کردند.

### بخش نِشان
در این بخشِ جدید، «نشانِ سال‌نوای موسیقی ایران» به چهار مرکز فرهنگی؛ انجمن فیلارمونیک ایران، خانه هنر خرد و خانه پایور، انتشارات پارت و مجموعه شهر صدای پارسیان، به پاسِ فعالیت‌های اثرگذارِ فرهنگی و موسیقایی اهدا شد. رحیم ناحی، محسن الهامیان، بهرام جمالی و علی جعفری پویان، نشان و لوحِ سال‌نوا را به شهرداد میرزایی، علی صمدپور، نگار مفیدی و آیدا الفت، نمایندگان و مدیرانِ این مراکز فرهنگی اهدا کردند.

### بخش یادنِشان
در بخشِ تازهٔ «یادنشانِ موسیقی ایران» یادبود ۱۵ هنرمند موسیقی که در فاصلهٔ سال‌نوای ششم تا پایان بهار ۱۴۰۳ درگذشتند برگزار و از یادنشانِ هنرمندان داود جعفری امید، امیرتیمور پورتراب، علی اکبرپور، محمد اسماعیلی، منوچهر اسلامی، حسن ناهید، محسن افتاده، محمود جعفری امید، جمشید عندلیبی، مینو افتاده، حسین زمان، امیرفرشید رحیمیان، لیلی افشار، آیدین الفت و پورنگ پورشیرازی، رونمایی شد.
در این بخش، یادنشان، لوح یادبود و سندِ نهال‌های درخت که به نامِ هنرمندان درگذشتهٔ این بخش در پارک ملی توران کاشته شده است، توسط جهانشاه صارمی، ناصر رحیمی، علی موثقی و محمدمهدی گورنگی به خانواده‌های این موسیقی‌دانان اهدا شد.

### بخش سپاس
در این بخش توسط علی جعفری پویان (دبیر هنری سال‌نوا)، محمدمهدی گورنگی (مدیر اجرایی سال‌نوا) و شهرام صارمی (مدیر روابط عمومی سال‌نوا)، «لوح سپاسِ سال‌نوای موسیقی ایران» به بیژن بیژنی (خواننده و خوش‌نویسِ یادنشانِ سال‌نوا)، کامبیز باقری (مدیر عکاسی دوره‌های مختلف سال‌نوا)، آرش بادپا (آهنگساز چند دورهٔ سال‌نوا)، بهنود یخچالی (آهنگساز چند دوره و همچنین دورهٔ هفتم سال‌نوا)، سمیرا سلمانی لک (مدیر منابع مالی دوره‌های مختلف سال‌نوا) و سوگل ضامنی (طراح و گرافیست دوره‌های مختلف سال‌نوا) اهدا شد.